# La patrulla de los inmorales
 La patrulla de los inmorales  (The Choirboys) es una película estadounidense de 1977 dirigida por Robert Aldrich y basada en una novela de Joseph Wambaugh.

## Argumento
La película, como la novela, comienza con una escena de la guerra de Vietnam, donde muestra a un soldado atrapado en una cueva, presa del pánico, a medida que se acerca el enemigo. 
En ese momento, el film salta hasta la actualidad (1977), donde un grupo de policías, después de su agotadora jornada, alivian la tensión frecuentando locales nocturnos, dando rienda suelta a sus más bajos instintos, con lo que ellos llaman “los Ensayos del Coro”. Pero una noche, un desafortunado incidente protagonizado precisamente por el soldado atrapado en la cueva, que ahora es uno de los policías,  puede poner en peligro sus empleos, cosa que sus compañeros tratan de evitar ocultando dicho incidente.

## Curiosidades
En España se estrenó el 1/6/1979.
Fue clasificada como “para mayores con reparos (3R)”.
El film Los Angeles Plays Itself hace referencia a este film.